# Les Maçons

Les Maçons est un film français réalisé par Alice Guy en 1905.

## Synopsis
Deux policemen passent à proximité d'un échafaudage sur lequel travaillent des maçons. Facétie ou maladresse ? ils renversent du plâtre sur les représentants de l'ordre. S'ensuit une remontrance mais les policiers sont bonhommes : on passe l'éponge. Ils continuent à vaquer à leurs occupations mais les maçons reviennent à la charge : poursuite et bousculade sur les échafaudages s'enchaînent alors.

## Analyse
Alice Guy filme une troupe d'acrobates comiques anglais d'où la tenue de « bobbies » des policiers.

## Fiche technique
- Titre : Les Maçons
- Réalisation : Alice Guy
- Société de production : Société L. Gaumont et compagnie
- Pays d'origine :  France
- Genre : Numéro de cirque
- Durée : 2 minutes
- Dates de sortie : 1905
- Licence : Domaine public

## Distribution
- Le duo comique O'Mer et sa troupe